# Nazionale femminile di pallacanestro dell'Ecuador
La nazionale di pallacanestro femminile dell'Ecuador, selezione delle migliori giocatrici di pallacanestro di nazionalità ecuadoriana, rappresenta l'Ecuador nelle competizioni internazionali femminili di pallacanestro organizzate dalla FIBA ed è gestita dalla Federazione cestistica dell'Ecuador.

## Piazzamenti

### Campionati del mondo
- 1971 - 12°

### Campionati americani
- 2015 - 7°

### Campionati sudamericani
- 1954 -  3°
- 1956 - 5°
- 1962 - 6°
- 1965 - 6°
- 1967 - 7°

- 1968 - 4°
- 1970 -  3°
- 1972 - 8°
- 1977 - 4°
- 1981 - 6°

- 1991 - 4°
- 1997 - 5°
- 1999 - 6°
- 2001 - 5°
- 2003 - 5°

- 2005 - 7°
- 2008 - 6°
- 2014 - 5°
- 2016 - 6°
- 2018 - 6°

- 2022 - 8°

### Giochi panamericani
- 1971 - 6º

## Formazioni

### Campionati del mondo
Campionato mondiale femminile di pallacanestro 19714 Bravo, 5 Triviño, 6 Beltrán, 7 Leverone, 8 Cruz, 9 Ortiz, 10 Tenorio, 11 Villacís, 12 Tomalá, 13 Luzuriaga, 14 Jijón, 15 Prado,        All. Phil Fiterer

### Campionati americani
Campionato americano femminile di pallacanestro 20154 Noblecilla, 5 Caicedo, 6 Pazmiño, 7 Angulo, 8 Vinueza, 9 Salcedo, 10 Barahona, 11 Mora, 12 Muñoz, 13 Lasso, 14 Chum, 15 Preciado,        All. Eduardo Pinto

### Campionati sudamericani
Campionato sudamericano femminile di pallacanestro 1954Álvarez, Guerreiro, León, Lozano, Pilaragua, Quiñónez, Sosa, Torres, Vélez, Villalva, All. Julio Hidalgo
Campionato sudamericano femminile di pallacanestro 19684 López, 5 Carabalí, 6 T. Jijón, 7 Leverone, 8 Sánchez, 9 Hernández, 10 Tenorio, 11 Villacís, 12 Prado, 13 Ortiz, 14 M. Jijón, 15 Bastidas,        All. Édgar Quiñones
Campionato sudamericano femminile di pallacanestro 20054 Sandoval, 5 Morales, 6 Noboa, 7 Gómez, 8 Cáceres, 9 Tobar, 10 Egas, 11 Andrade, 12 Jara, 13 Espinoza, 14 Páez, 15 Vienueza,        All. -
Campionato sudamericano femminile di pallacanestro 20084 Patiño, 5 Gómez, 6 Sandoval, 7 Galefski, 8 Cáceres, 9 Tobar, 10 G. Egas, 11 C. Egas, 12 Jara, 13 Espinoza, 14 Noblecilla, 15 Muñoz,        All. Lázaro Hernández
Campionato sudamericano femminile di pallacanestro 20144 Patiño, 5 Caicedo, 6 Pazmiño, 7 Angulo, 8 Vinueza, 9 Salcedo, 10 Macías, 11 Mora, 12 Peña, 13 Lasso, 14 Barahona, 15 Mogollón,        All. Eduardo Pinto
Campionato sudamericano femminile di pallacanestro 20164 Patiño, 5 Caicedo, 6 Moreira, 7 Angulo, 8 Vinueza, 9 Salcedo, 10 Gencón, 11 Yépez, 13 Lasso, 14 Santamaría, 16 Figueroa,        All. Luciano Martínez
Campionato sudamericano femminile di pallacanestro 20182 Zurita, 3 Olives, 5 Caicedo, 7 Calderón, 8 Molina, 9 Salcedo, 10 Barahona, 11 Yépez, 12 Mogollón, 17 Lasso, 22 Patiño, 24 Carpio,        All. Miguel Salvitelli
Campionato sudamericano femminile di pallacanestro 20223 Barreno, 5 M. Mora, 7 Calderón, 8 Vaicekauskas, 9 Salcedo, 10 Guayaquil, 11 Quiñonez, 17 Lasso, 18 Morán, 24 Carpio, 55 A. Mora, 77 Garrido,        All. Patricio Ponce

### Giochi panamericani
Pallacanestro femminile ai VI Giochi panamericaniBeltrán, Bravo, Cruz, Jijón, Leverone, Ortiz, Prado, B. Quiñónez, Rodríguez, Tenorio, Tomalá, Villacís, All. Edgar Quiñónez